# Ulster Grand Prix 1970
De Ulster Grand Prix 1970 was de negende race van het wereldkampioenschap wegrace-seizoen 1970. De race werd verreden op 15 augustus 1970 op het stratencircuit Dundrod in County Antrim ten westen van Belfast. Voor de zijspanklasse was het de laatste race en de wereldtitel werd dan ook in Ulster beslist.

## Algemeen
De organisatie van de Ulster Grand Prix laveerde tussen de problemen door. Die bestonden enerzijds uit de onlusten in het nabijgelegen Belfast in 1970, anderzijds uit de slechte weersomstandigheden. Tijdens de Grand Prix was het grotendeels droog, maar tijdens de laatste race begon een bui die 24 uur zou aanhouden. Rond het circuit werd 60 mm water gemeten, in Belfast stond plaatstelijk 150 mm water en een brug in een toegangsweg van het circuit spoelde weg.

## 500cc-klasse

### Uitslag 500cc-klasse
In de 500cc-race nam Agostini weliswaar de kop, maar hij liet zich wat terugzakken om Ginger Molloy voorbij te laten. Zes ronden lang reden ze samen, maar daarna gaf Agostini toch wat meer gas. Malcolm Uphill (fabrieks-Suzuki T 500) volgde op de derde plaats, maar werd aangevallen door Christian Ravel (Kawasaki). Die viel in de achtste ronde waardoor hij zijn enkel verstuikte. Op dat moment vochten Jack Findlay (Suzuki), Percy Tait (Seeley) en Peter Williams (Arter-Matchless) om de vierde plaats, maar Uphill viel bij Deer's Leap waarbij hij een been brak. Nu vochten Tait en Findlay om de derde plaats en pas in de laatste bocht pakte Percy Tait die podiumplaats. Theo Louwes had een moeilijk weekend. In de eerste kwalificatietraining kon hij door een kapotte ontsteking van zijn Kawasaki geen tijd rijden en in de tweede training stopte de Kawasaki al in de eerste ronde. Gelukkig stopte Eric Offenstadt (ook met een Kawasaki) op dezelfde plaats en die leende Louwes zijn accu, een sportieve geste waardoor Louwes zich toch nog kon kwalificeren. Helaas viel hij in de race ook al snel uit.
| Pos | Coureur          | Merk              | Tijd      | Punten |
| --- | ---------------- | ----------------- | --------- | ------ |
| 1   | Giacomo Agostini | MV Agusta         | 1:05'21"6 | 15     |
| 2   | Ginger Molloy    | Kawasaki          | +1' 58"   | 12     |
| 3   | Percy Tait       | Seeley            | +2' 32" 2 | 10     |
| 4   | Jack Findlay     | Seeley-Suzuki     | +2' 33"   | 8      |
| 5   | Peter Williams   | Arter-Matchless   | +3' 34" 2 | 6      |
| 6   | Martin Carney    | Kawasaki          | +4' 15" 8 | 5      |
| 7   | Martti Pesonen   | Yamaha            | +4' 23" 2 | 4      |
| 8   | Gerry Mateer     | Norton            | +1 ronde  | 3      |
| 9   | John Williams    | Métisse-Matchless | +1 ronde  | 2      |
| 10  | Charlie Dobson   | Seeley            | +1 ronde  | 1      |

### Niet gefinished
| Coureur         | Merk     | Oorzaak |
| --------------- | -------- | ------- |
| Christian Ravel | Kawasaki | val     |
| Theo Louwes     | Kawasaki |         |
| Malcolm Uphill  | Suzuki   | val     |

### Top tien tussenstand 500cc-klasse
(Punten (tussen haakjes) zijn inclusief streepresultaten)
| Pos | Coureur           | Merk            | Ptn      |                  |
| --- | ----------------- | --------------- | -------- | ---------------- |
| 1   | Giacomo Agostini  | MV Agusta       | 90 (135) | (Wereldkampioen) |
| 2   | Ginger Molloy     | Kawasaki        | 54       |                  |
| 3   | Angelo Bergamonti | Aermacchi       | 32       |                  |
| 4   | Alberto Pagani    | LinTo           | 30       |                  |
| 5   | Tommy Robb        | Seeley          | 28       |                  |
| 6   | Jack Findlay      | McIntyre-Seeley | 24       |                  |
| 6   | Alan Barnett      | Seeley          | 24       |                  |
| 8   | Peter Williams    | Matchless       | 22       |                  |
| 9   | Christian Ravel   | Kawasaki        | 21       |                  |
| 10  | Martti Pesonen    | Yamaha          | 20       |                  |

## 350cc-klasse
In de 350cc-race startten de Yamaha-rijders Kent Andersson en Rodney Gould als snelsten, terwijl Giacomo Agostini (MV Agusta) het nog even rustig aan leek te doen en op de derde plaats volgde. In de tweede ronde viel Andersson met een defecte versnellingsbak uit. Gould stopte na vijf ronden met carburatieproblemen. Dat was althans de officiële verklaring, maar Gould had er belang bij geen risico's te nemen op het gevaarlijke Dundrod Circuit met het oog op het 250cc-wereldkampioenschap, dat nog niet beslist was. De 350cc-klasse was voor hem niet belangrijk. Günter Bartusch kon met zijn 300cc-MZ de tweede plaats pakken. Hij had al een kleine voorsprong op een achtervolgende groep. Uit die groep vielen Cliff Carr (overslaande motor) en Theo Louwes (tankstop) weg en daardoor kon Tommy Robb net voor Tony Rutter derde worden.
| Pos | Coureur          | Merk      | Tijd        | Punten |
| --- | ---------------- | --------- | ----------- | ------ |
| 1   | Giacomo Agostini | MV Agusta | 1:04' 53" 8 | 15     |
| 2   | Günter Bartusch  | MZ        | +1' 51" 4   | 12     |
| 3   | Tommy Robb       | Yamaha    | +2' 04"     | 10     |
| 4   | Tony Rutter      | Yamaha    | +2' 04" 8   | 8      |
| 5   | Martti Pesonen   | Yamaha    | +3' 08" 4   | 6      |
| 6   | Alan Barnett     | Aermacchi | +3' 16" 2   | 5      |
| 7   | Theo Louwes      | Yamaha    |             | 4      |
| 8   | Tony Jefferies   | Yamaha    |             | 3      |
| 9   | Mick Chatterton  | Yamaha    |             | 2      |
| 10  | Denis Gallagher  | Aermacchi |             | 1      |

| Coureur        | Merk   | Oorzaak         |
| -------------- | ------ | --------------- |
| Kent Andersson | Yamaha | versnellingsbak |
| Rodney Gould   | Yamaha | carburatie      |

### Top elf tussenstand 350cc-klasse
(Punten (tussen haakjes) zijn inclusief streepresultaten)
| Pos | Coureur          | Merk      | Ptn      |                |
| --- | ---------------- | --------- | -------- | -------------- |
| 1   | Giacomo Agostini | MV Agusta | 90 (120) | Wereldkampioen |
| 2   | Kel Carruthers   | Benelli   | 58       |                |
| 3   | Renzo Pasolini   | Benelli   | 36       |                |
| 4   | Kent Andersson   | Yamaha    | 34       |                |
| 5   | Martti Pesonen   | Yamaha    | 30       |                |
| 6   | Alan Barnett     | Aermacchi | 20       |                |
| 7   | Rodney Gould     | Yamaha    | 16       |                |
| 7   | Billie Nelson    | Yamaha    | 16       |                |
| 7   | Karl Hoppe       | Yamaha    | 16       |                |
| 10  | Tommy Robb       | Yamaha    | 15       |                |
| 10  | Chas Mortimer    | Yamaha    | 15       |                |

## 250cc-klasse
In Ulster zou Rodney Gould wereldkampioen kunnen worden, vooropgesteld dat hij zou winnen. Gould trainde als snelste en startte ook als beste. Na twee ronden reed hij zelfs 200 meter voor Kel Carruthers. Die draaide echter de snelste ronde en na vier ronden zat hij aan het achterwiel van Gould. Er volgde een gevecht van zeven ronden. Toen kreeg Gould problemen met de zesversnellingsbak die hij van de fabriek gekregen had. De machine wilde nog maar moeilijk uit de vijfde versnelling komen en dat was de kans voor Carruthers. Kent Andersson lag met de tweede fabrieks-Yamaha op de derde plaats, maar die kreeg problemen met de experimentele transistor-ontsteking, waardoor Paul Smart en Günter Bartusch hem konden passeren. Bartusch pakte de derde plaats, maar verloor ze weer toen de ontsteking van zijn MZ het begaf.
| Pos | Coureur          | Merk   | Tijd      | Punten |
| --- | ---------------- | ------ | --------- | ------ |
| 1   | Kel Carruthers   | Yamaha | 1:06' 34" | 15     |
| 2   | Rodney Gould     | Yamaha | +37"      | 12     |
| 3   | Paul Smart       | Yamaha | +2' 11" 6 | 10     |
| 4   | Tony Rutter      | Yamaha | +3' 11" 6 | 8      |
| 5   | Alex George      | Yamaha | +4' 25" 2 | 6      |
| 6   | Bo Granath       | Yamaha |           | 5      |
| 7   | Derek Chatterton | Yamaha |           | 4      |
| 8   | Malcolm Uphill   | Suzuki |           | 3      |
| 9   | Peter Berwick    | Suzuki |           | 2      |
| 10  | Mick Chatterton  | Yamaha |           | 1      |

| Coureur         | Merk   | Oorzaak    |
| --------------- | ------ | ---------- |
| Kent Andersson  | Yamaha | ontsteking |
| Günter Bartusch | MZ     | ontsteking |

### Top tien tussenstand 250cc-klasse
(Punten (tussen haakjes) zijn inclusief streepresultaten)
| Pos | Coureur              | Merk   | Ptn      |
| --- | -------------------- | ------ | -------- |
| 1   | Rodney Gould         | Yamaha | 99 (109) |
| 2   | Kel Carruthers       | Yamaha | 72       |
| 3   | Jarno Saarinen       | Yamaha | 57       |
| 4   | Kent Andersson       | Yamaha | 52       |
| 5   | Börje Jansson        | Yamaha | 33       |
| 6   | Chas Mortimer        | Yamaha | 30       |
| 7   | Santiago Herrero (†) | Ossa   | 27       |
| 8   | László Szabó         | MZ     | 20       |
| 8   | Paul Smart           | Yamaha | 20       |
| 8   | Bosse Granath        | Yamaha | 20       |

## 50cc-klasse
Derbi had al aangekondigd in Ulster met een snellere versie van de 50cc-racer te komen. Dat moest ook wel, want Aalt Toersen had met zijn Jamathi drie GP's op rij gewonnen en werd een bedreiging voor de wereldtitel van Ángel Nieto. Nieto en Salvador Cañellas waren inderdaad de snelsten in de training. De Jamathi van Toersen was juist wat langzamer dan in de eerdere races. Toersen was toch als eerste weg bij de start, maar werd al in de tweede ronde gepasseerd door Nieto. De tweede plaats was nu essentieel voor Aalt Toersen, maar hij moest daar een gevecht voor leveren met Cañellas. Die passeerde Toersen halverwege de laatste ronde en versloeg hem met 0,6 seconden. In de volgende twee GP's hoefde Nieto nog slechts één tweede plaats te behalen om wereldkampioen te worden.

### Uitslag 50cc-klasse
| Pos | Coureur           | Merk              | Tijd      | Punten |
| --- | ----------------- | ----------------- | --------- | ------ |
| 1   | Ángel Nieto       | Derbi             | 32' 19" 6 | 15     |
| 2   | Salvador Cañellas | Derbi             | +26" 2    | 12     |
| 3   | Aalt Toersen      | Jamathi           | +26" 8    | 10     |
| 4   | Rudolf Kunz       | Kreidler          | +1' 32" 4 | 8      |
| 5   | Martin Mijwaart   | Jamathi           | +2' 45" 8 | 6      |
| 6   | Jan de Vries      | Van Veen-Kreidler | +3' 10"   | 5      |
| 7   | Chris Geary       | Honda             |           | 4      |
| 8   | Chris Walpole     | Honda             |           | 3      |
| 9   | Ray Simpson       | Honda             |           | 2      |
| 10  | Denis Clancy      | Yamaha            |           | 1      |

### Top elf tussenstand 50cc-klasse
Punten (tussen haakjes) zijn inclusief streepresultaten, slechts zes races telden mee.
| Pos | Coureur           | Merk              | Ptn     |
| --- | ----------------- | ----------------- | ------- |
| 1   | Ángel Nieto       | Derbi             | 87 (97) |
| 2   | Aalt Toersen      | Jamathi           | 84 (75) |
| 3   | Rudolf Kunz       | Kreidler          | 64 (55) |
| 4   | Salvador Cañellas | Derbi             | 53 (56) |
| 5   | Jos Schurgers     | Van Veen-Kreidler | 41      |
| 5   | Jan de Vries      | Van Veen-Kreidler | 41      |
| 7   | Martin Mijwaart   | Jamathi           | 40      |
| 8   | Gilberto Parlotti | Tomos             | 15      |
| 9   | Harald Bartol     | Kreidler          | 11      |
| 10  | Eugenio Lazzarini | Morbidelli        | 9       |
| 10  | Luigi Rinaudo     | Tomos             | 9       |

## Zijspanklasse
De zijspannen reden hun laatste race van het seizoen en dit was dus de enige klasse die tot het einde van het seizoen spannend zou blijven. Men verwachtte een spannende race tussen Georg Auerbacher en Klaus Enders, maar die zou er niet komen. Auerbacher startte erg slecht en kwam tussen de langzamere rijders terecht. Tijdens zijn inhaalrace botste hij bij Deer's Leap bij een snelheid van 160 km/h tegen de Triumph van Mick Potter en N. Panter. Beide bemanningen moesten naar het ziekenhuis worden afgevoerd, maar niemand was ernstig gewond. De kans op de wereldtitel was voor Auerbacher echter verkeken. Enders/Engelhardt namen de koppositie over van Siegfried Schauzu/Peter Rutterford en liepen langzaam uit. Toen begon het te regenen, maar dat had geen grote invloed op de race. Jean-Claude- en Albert Castella pakten de derde plaats en Klaus Enders/Wolfgang Kalauch/Ralf Engelhardt werden wereldkampioen. Nog steeds werden de eerste zes plaatsen in het wereldkampioenschap bezet door BMW's.
| Pos | Coureur              | Bakkenist        | Merk      | Tijd      | Punten |
| --- | -------------------- | ---------------- | --------- | --------- | ------ |
| 1   | Klaus Enders         | Ralf Engelhardt  | BMW       | 51' 43" 8 | 15     |
| 2   | Siegfried Schauzu    | Peter Rutterford | BMW       | +55" 6    | 12     |
| 3   | Jean-Claude Castella | Albert Castella  | BMW       | +1' 40" 2 | 10     |
| 4   | Horst Owesle         | Julius Kremer    | Münch-URS | +2' 04" 4 | 8      |
| 5   | Mick Boddice         | Clive Polligton  | BSA       |           | 6      |
| 6   | Jeff Gawley          | Graham Alcock    | BSA       |           | 5      |
| 7   | Fred Cornbill        | Gordon Tinkler   | Triumph   |           | 4      |
| 8   | Joe Coxon            | S. Nolan         | BSA       |           | 3      |
| 9   | Dick Hawes           | John Mann        | Seeley    |           | 2      |
| 10  | Bob Kewley           | A. Hardy         | BSA       |           | 1      |

| Coureur          | Bakkenist    | Merk    | Oorzaak |
| ---------------- | ------------ | ------- | ------- |
| Georg Auerbacher | Hermann Hahn | BMW     | botsing |
| Mick Potter      | N. Panter    | Triumph | botsing |

### Top tien eindstand zijspanklasse
Punten (tussen haakjes) zijn inclusief streepresultaten, slechts zes races telden mee.
| Pos | Coureur               | Bakkenist                                      | Merk          | Ptn     |
| --- | --------------------- | ---------------------------------------------- | ------------- | ------- |
| 1   | Klaus Enders          | Wolfgang Kalauch en Ralf Engelhardt            | BMW           | 75      |
| 2   | Georg Auerbacher      | Hermann Hahn                                   | BMW           | 62 (67) |
| 3   | Siegfried Schauzu     | Horst Schneider en Peter Rutterford            | Apfelbeck-BMW | 56 (66) |
| 4   | Arsenius Butscher     | Josef Huber, Karl Lauterbach en Werner Metzger | BMW           | 51 (55) |
| 5   | Jean-Claude Castella  | Albert Castella                                | BMW           | 42 (53) |
| 6   | Heinz Luthringshauser | Hans-Jürgen Cusnik en Klaas de Geus            | BMW           | 35      |
| 7   | Horst Owesle          | Julius Kremer                                  | Münch-URS     | 34      |
| 8   | Richard Wegener       | Adi Heinrichs                                  | BMW           | 22      |
| 9   | Tony Wakefield        | John Flaxman                                   | BMW           | 16      |
| 10  | Graham Milton         | John Thornton                                  | BMW           | 12      |

1922 · 1923 · 1924 · 1925 · 1926 · 1927 · 1928 · 1929 · 1930 · 1931 · 1932 · 1933 · 1934 · 1935 · 1936 · 1937 · 1938 · 1939 · 1946 · 1947 · 1948 · 1949 · 1950 · 1951 · 1952 · 1953 · 1954 · 1955 · 1956 · 1957 · 1958 · 1959 · 1960 · 1961 · 1962 · 1963 · 1964 · 1965 · 1966 · 1967 · 1968 · 1969 · 1970 · 1971 · 1973 · 1974 · 1975 · 1976 · 1977 · 1978 · 1979 · 1980 · 1981 · 1982 · 1983 · 1984 · 1985 · 1986 · 1988 · 1989 · 1990 · 1991 · 1992 · 1993 · 1994 · 1995 · 1996 · 1997 · 1998 · 1999 · 2000 · 2001 · 2002 · 2003 · 2004 · 2005 · 2006 · 2007 · 2008 · 2009 · 2010 · 2011 · 2012 · 2013 · 2014 · 2015